# Wagna
Wagna osztrák mezőváros Stájerország Leibnitzi járásában. 2017 januárjában 5737 lakosa volt.

## Elhelyezkedése

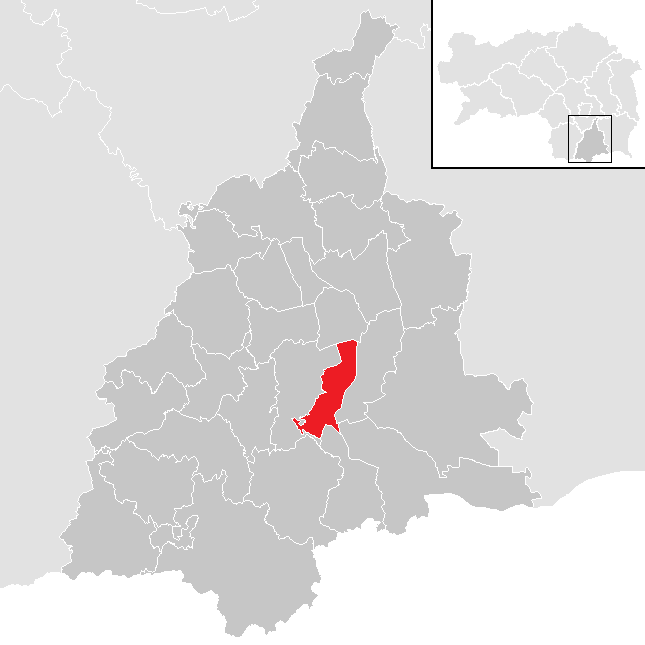
Wagna a Leibnitzi járásban

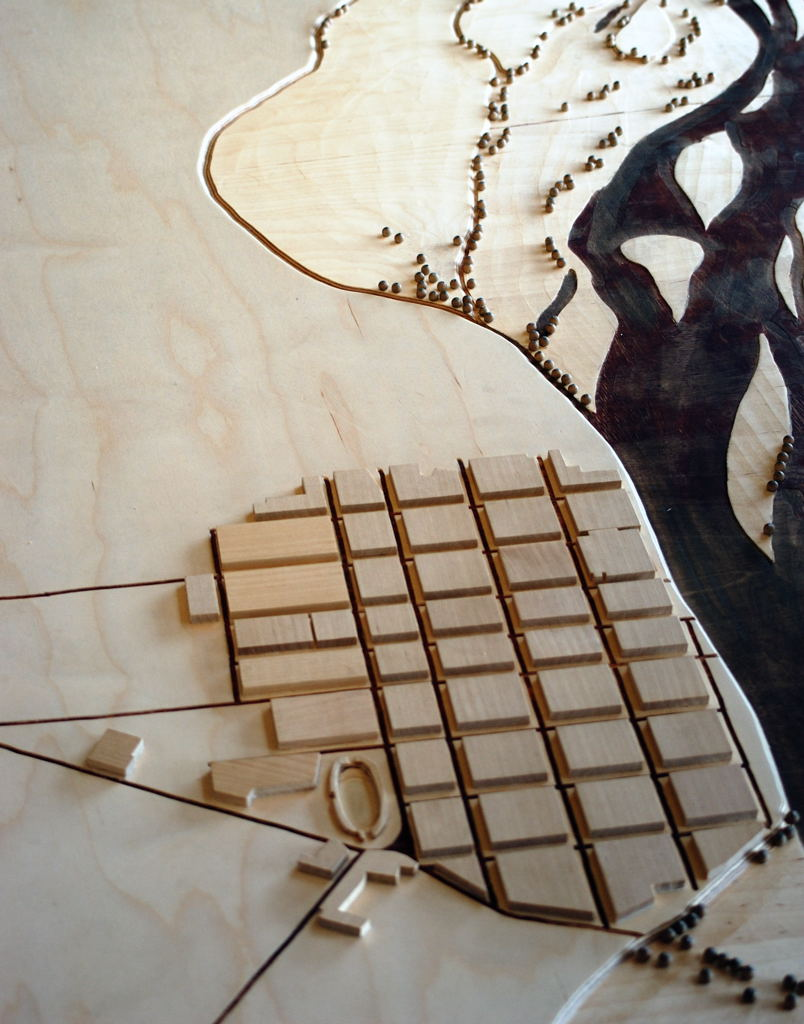
Flavia Solva feltárt részeinek makettje

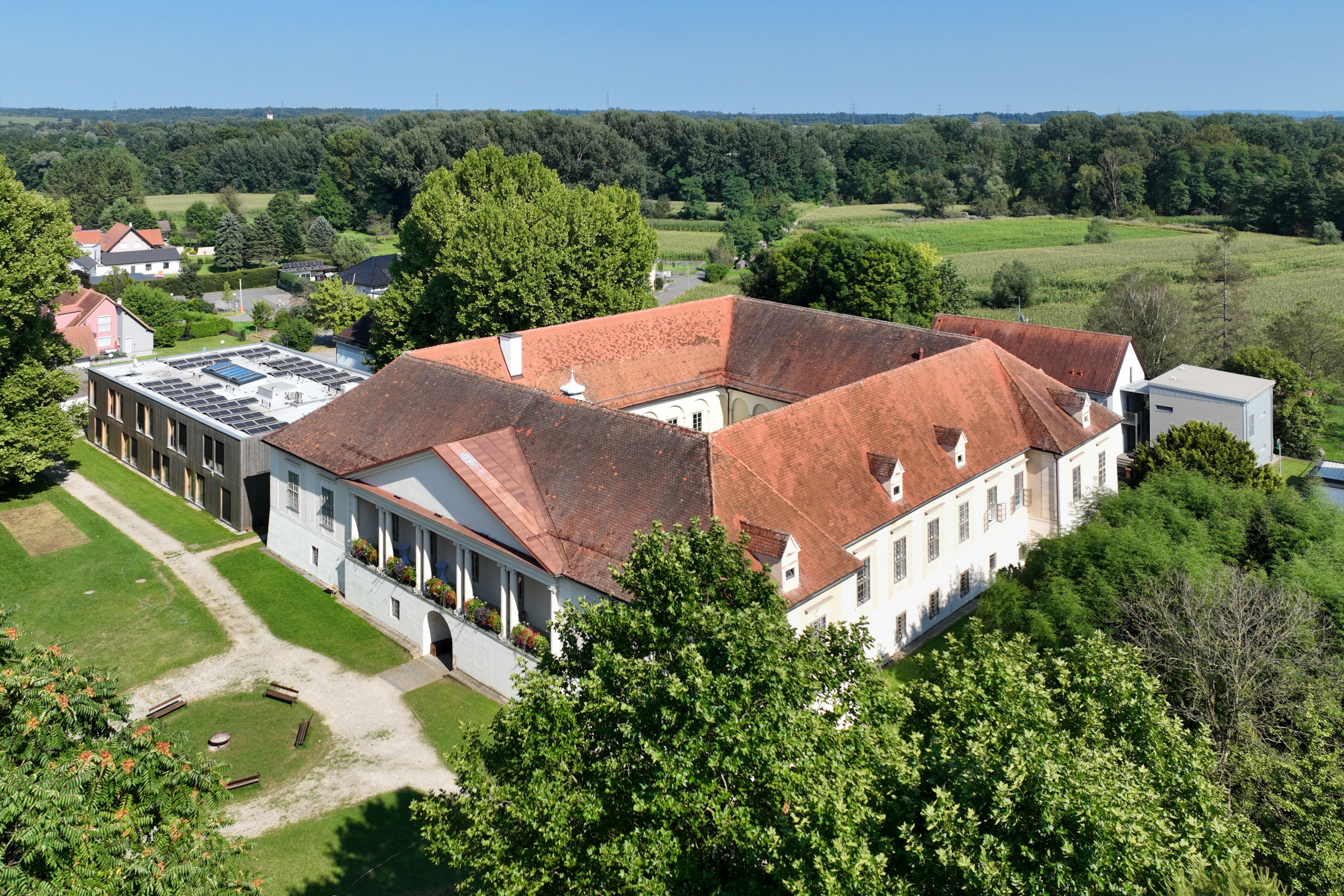
A Retzhof-kastély

Wagna a tartomány déli részén fekszik a Nyugat-Stájerország régióban, a Mura és mellékfolyója, a Sulm találkozásánál, közvetlenül a járási központ Leibnitztől délkeletre, gyakorlatilag azzal összeépülve. A városi önkormányzat 4 települést fog össze (valamennyit a saját katasztrális községében): Aflenz an der Sulm (197 lakos), Hasendorf an der Mur (246), Leitring (2 763), Wagna (2 287).
A környező települések: északra Gralla, keletre Gabersdorf, délkeletre Straß in Steiermark és Ehrenhausen an der Weinstraße, délre Gamlitz, nyugatra Leibnitz.

## Története
A Murán már a hallstatti kultúra idejében (i.e. 800-600) is állt egy híd a mai Wagna és Landscha (Gabersdorf) között.
Időszámításunk előtt kelták lakták a térséget, ahol i.e. 15-ben, Noricum római provincia alakulásakor kis római település jözz létre, amely i.sz. 70-ben városi rangra emelkedett. Nevét - Flavia Solva - Vespasianus császárról és a Sulm folyó latin nevéről (Solva) kapta. Flavia Solva egyike volt a 11 római településnek a mai Ausztria területén és az egyetlen Stájerországban. 170 körül a markomann háborúban felégették. Ekkor még újjáépítették, de az 5. században a népvándorlások korában elpusztult.
Wagna első írásos említése a 13. században történik és az akkori település feltehetően a mai Sulm-híd környékén terülhetett el.  A 16. században nemesi székhely épült a híd környékén, ebből fejlődött ki a wagnai uradalom. A falu később a seckaui uradalom alá tartozott. 1822-ben 196 lakosa volt. Az 1848-as forradalom után az uradalmakat felszámolták és létrejött Wagna önkormányzata.
Az első világháborúban menekülttábor működött a településen, amely 1915 augusztusában, Olaszország hadbalépése után 21 286 Friuliból menekülő polgári személynek nyújtott menedéket. A táborban több mint 3 ezren haltak meg kolera, tífusz és flekktífusz következtében; részükre külön olasz temető létesült. A háború után a tábort a faluhoz kapcsolták.
A második világháborúban 1944 februárja és 1945 áprilisa között Aflenzben működött a mauthauseni koncentrációs tábor egyik altábora. A 920 elítélt a Steyr-Daimler-Puch AG repülőgépmotor-gyártásának Grazból Aflenzbe való költöztetésén dolgozott; főleg alagutakat ástak és a kőbányában dolgoztak.
Wagna 1984. október 1-én kapott mezővárosi státuszt.

## Lakosság
A wagnai önkormányzat területén 2017 januárjában 5737 fő élt. A lakosság 1961 óta (akkor 3975) dinamikusan gyarapszik. 2014-ben a helybeliek 91,4%-a volt osztrák állampolgár; a külföldiek közül 1,5% a régi (2004 előtti), 3,7% az új EU-tagállamokból érkezett. 2,1% a volt Jugoszláviából (Horvátország és Szlovénia nélkül) vagy Törökországból, 1,2% pedig egyéb országokból költözött Leibnitzbe. A munkanélküliség 4,4%-os volt. 

## Látnivalók

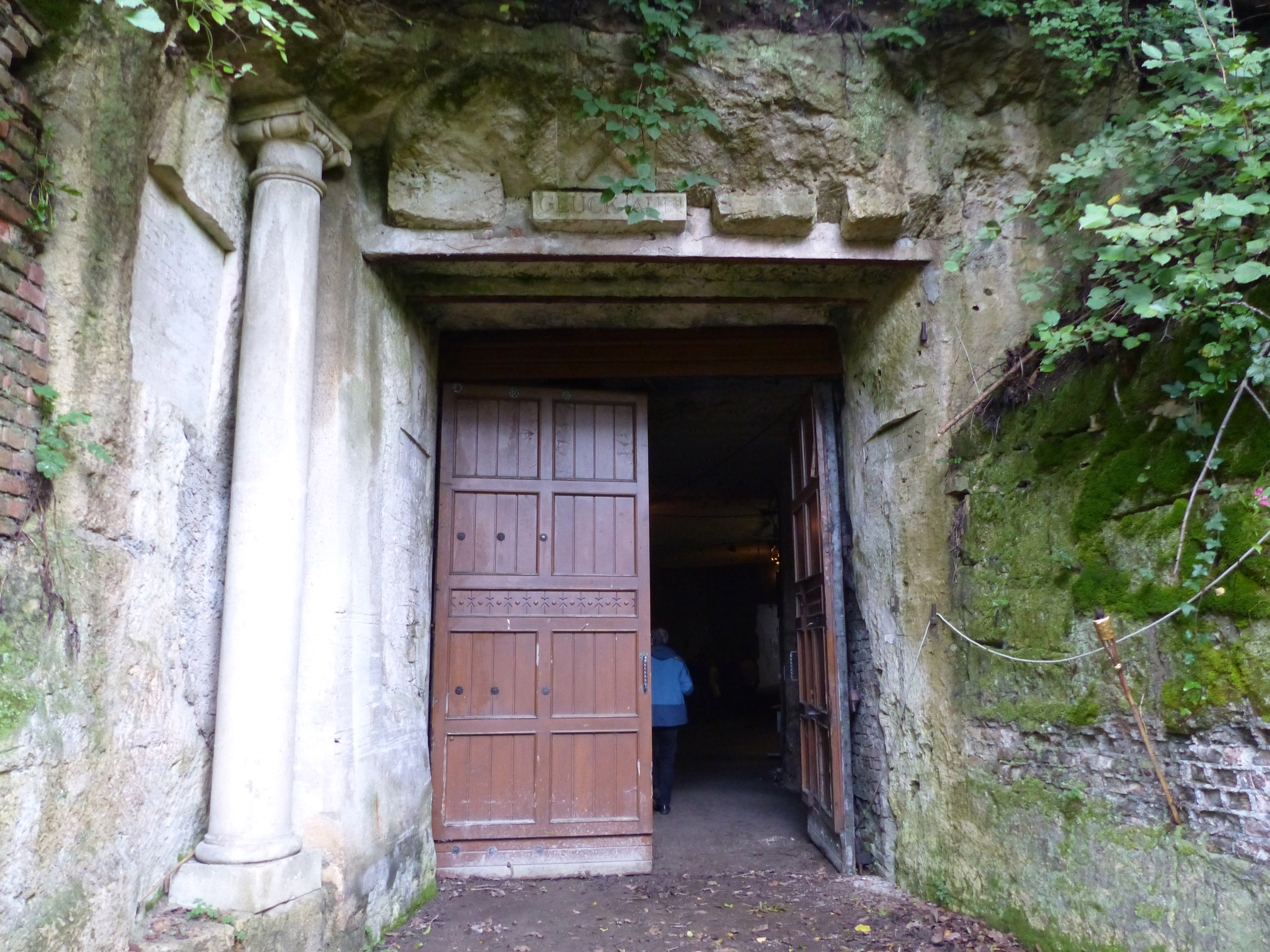
A római kőbánya bejárata

- a Flavia Solva múzeum és régészeti park
- az aflenzi római kőbánya
- a Retzhof-kastély
- az aflenzi Mária-kápolna
- a Feltámadt Krisztus-plébániatemplom modern épülete 1964-ben készült
- az eredetileg 1562-ben épült régi malom
- a wagnai kápolna

## Híres wagnaiak
- Kurt Elsasser (1967-) slágerénekes
- Linda Stift (1969-) író
- Juliane Bogner-Strauß (1971-) politikus

## Testvértelepülések
- Ronchi dei Legionari (Olaszország)
- Metlika (Szlovénia)

## Fordítás
- Ez a szócikk részben vagy egészben  a   Wagna című német Wikipédia-szócikk ezen változatának fordításán alapul.  Az eredeti cikk szerkesztőit annak laptörténete sorolja fel. Ez a jelzés csupán a megfogalmazás eredetét és a szerzői jogokat jelzi, nem szolgál a cikkben szereplő információk forrásmegjelöléseként.